# Kanonbåd
En kanonbåd er i sin oprindelige udgave et lille krigsskib, der bliver roet frem, og kun har beskeden sejlføring. Kanonbåden er en formindsket udløber af galejen, der mistede sin militære betydning i 1700-tallet. Krigsførelse med rofartøjer fortsatte typisk i lavvandede områder, for eksempel under de svensk-russiske krige og på søer og floder i Nordamerika under den amerikanske uafhængighedskrig 1775-1783. Kanonbåde blev brugt af alle de store sømagter – de var en vigtig del af Napoleons plan om at invadere England – og de fik stor betydning i Danmark, efter at det meste af den danske flåde var overgivet til Englænderne i 1807. Denne periodes kanonbåde havde typisk en eller to kraftige kanoner.

## Kanonbåde i Danmark
De tidligste danske kanonbåde var typisk beregnet til forsvar af havne, især Flådens leje i København. Da englænderne tog den danske flåde og ødelagde de skibe, der lå på blokken, var der ikke tømmer eller tid nok til at konstruere nye store krigsskibe. Men Englænderne glemte at tage Orlogsværftets tegninger og modeller, så man gik straks i gang med lave de små kanonbåde. De mindste var ikke meget andet end store joller med kun en kanonade i stævnen. Andre var 82 fod (26m) lange med en kanonade i hver stævn. Man brugte kanonader i stedet for små kanoner, da de var hurtigere at lade og skød med større kraft. Kanonbådene havde beskeden sejlføring og blev primært roet frem. Dette gjorde dem til et anvendeligt chancevåben ved vindstille, hvor de – som regel i flok – kunne angribe de engelske skibe.

## Hjul- og skruekanonbåde
Udviklingen af skibsmaskineriet gjorde det muligt at bygge kanonbåde, der krævede mindre besætning og var langt mere manøvredygtige end rokanonbådene. Hjuldamperne var ret sårbare, men det løste man senere ved at indkapsle hjulene i skroget. Den første skruedrevne kanonbåd blev bygget i Kiel i 1849 og overtaget af Slesvig-Holsten i 1850. Den fik senere navnet Von der Tann, og efter en batalje med en dansk flådeafdeling blev den overtaget af Danmark under navnet Støren.
I 1860'erne blev der udviklet nye, sværtkalibrede kanoner, og hurtigt opstod ideen om et placere en enkelt kanon på et lille skrog. Herved kunne man få et billigt, transportabelt søfort, som kunne operere på lavt vand og på floder, og som var svært at ramme for andre skibe. Som angrebsvåben var de især beregnet til at nedkæmpe søforter. Skibene havde typisk et deplacement på 200-500 tons.

## Panserkanonbåde
Under den amerikanske borgerkrig begyndte parterne af forsyne hjuldampere og andre kanonbåde med pansring. Det øgede deres kampværdi væsentligt, selv om den øgede vægt gjorde dem både langsommere og mere klodsede. Dette havde mindre betydning på floderne, og i de følgende år blev der bygget pansrede kanonbåde i en række lande.

## Søgående kanonbåde
Som erstatning for sejlskibstidens brigger og korvetter byggede sømagterne større kanonbåde på op til 2.000 tons. De havde typisk et antal kanoner af mellemsvær kaliber (7 til 15 cm) og var i stand til at hævde landenes suverænitet og diplomatiske interesser, selv i fjerne egne. Denne type indsats betegnes ofte kanonbådsdiplomati. De søgående kanonbåde fik endnu større betydning, da undervandsbådene skulle bekæmpes under de to Verdenskrige. Navnemæssigt blev ringen sluttet til sejlskibstiden, idet man gik over til at kalde dem korvetter og fregatter.
En særlig kanonbådstype var torpedokanonbåden, der blev udviklet som modstykke til de torpedobåde, der fremkom fra 1870'erne. Torpedokanonbådene skulle følge de større krigsskibe og beskytte dem mod angreb fra torpedobåde, og de var selv udrustet med torpedoer og hurtigtskydende kanoner. I praksis var de for skrøbelige til opgaven, og de blev afløst af jagere.

## Motorkanonbåde
Under 2. verdenskrig byggede englænderne en særlig udgave af motortorpedobåden. Den havde ingen torpedoer, men i stedet en kraftig kanonbevæbning, så den bedre kunne hævde sig i kampene mod de tyske motortorpedobåde. Denne skibstype fik navnet motorkanonbåd.

## Ekstern kilde/henvisning
- Orlogsbasen rummer tegninger til kanonbåde.
- Roeskilde var navnet på en kanonbåd med en kanon i hver ende, som kunne sænkes ned i bunden. Arkiveret 10. marts 2007 hos  Wayback Machine
- Billede af en model. Arkiveret 10. marts 2007 hos  Wayback Machine